# Ale Müller
Alejandra Müller Arrieta (Ciudad de México, 29 de octubre de 1997), conocida como Ale Müller, es una actriz mexicana.

## Carrera
Inició desde muy pequeña en la actuación haciendo comerciales y papeles pequeños como en Plaza sésamo, además participó con diversos roles en episodios de Como dice el dicho y La rosa de Guadalupe, pero su papel que la llevó a darse a conocer fue el protagónico de Clara Licona de La CQ, serie de Cartoon Network que se estrenó a mediados de 2012, luego trabajó en La CQ el musical. Continuó con su carrera haciendo un papel antagónico en Love Divina, ese mismo año participó en Guerra de ídolos y Hoy voy a cambiar.
En 2018 tuvo el personaje de Corina en Atrapada y tiempo después vuelve a hacer un protagónico dando vida a Emilia en la telenovela juvenil Like, meses después de que concluye la telenovela es llamada para realizar el personaje de Carlota Cervantes en el spin off de la telenovela Mi marido tiene más familia, Juntos el corazón nunca se equivoca. 
En 2021, participó en la telenovela Diseñando tu amor, dando vida a Nora Fuentes, como su primer papel antagónico.

## Filmografía

### Cine
| Año  | Título                                 | Rol                  |
| ---- | -------------------------------------- | -------------------- |
| 2010 | Dulce amor                             | Fernanda Navarro     |
| 2014 | La leyenda de las momias de Guanajuato | Valentina/Luis (voz) |

### Televisión
| Año       | Título                              | Rol                       |
| --------- | ----------------------------------- | ------------------------- |
| 2005      | Olvidarte jamás                     | Cristina                  |
| 2009-2017 | La rosa de Guadalupe                | Varios roles              |
| 2010      | Niña de mi corazón                  | Evelyn                    |
| 2012-2016 | Como dice el dicho                  | Varios roles              |
| 2012-2014 | La CQ                               | Clara Licona              |
| 2014-2015 | Mi corazón es tuyo                  | Admiradora de Nando       |
| 2017      | Love Divina                         | Catalina                  |
| 2017      | Guerra de ídolos                    | Azul Montoya              |
| 2017      | Hoy voy a cambiar                   | Claudia                   |
| 2018      | Atrapada                            | Corina Herrera            |
| 2018-2019 | Like                                | Emilia Ruiz Ayala         |
| 2019      | Juntos el corazón nunca se equivoca | Carlota Cervantes Reynoso |
| 2019      | Preso No. 1                         | Diana García Nevares      |
| 2021      | Diseñando tu amor                   | Nora Fuentes Barrios      |
| 2022      | Mujer de nadie                      | Claudia Solís             |
| 2023      | Vencer la culpa                     | Manuela Román (joven)     |
| 2025      | La CQ: nuevo ingreso                | Clara Licona              |

### Cortometrajes
- Mina (2006): Mina.

### Teatro
| Año  | Título                            | Personaje     |
| ---- | --------------------------------- | ------------- |
| 2010 | Puros cuentos… del abuelo         | Fernanda      |
| 2014 | La CQ el musical                  | Clara Licona  |
| 2014 | Santa Claus y la carta misteriosa | [ 23 ] [ 24 ] |
| 2015 | Hazme el Milagro San Antonio      | Chayo         |

## Premios y nominaciones
| Año  | Premiación                | Categoría            | Nominada por                        | Resultado | Refs.         |
| ---- | ------------------------- | -------------------- | ----------------------------------- | --------- | ------------- |
| 2013 | Kids Choice Awards México | Actriz favorita      | La CQ                               | Ganadora  | [ 27 ] [ 28 ] |
| 2014 | Kids Choice Awards México | Actriz favorita      | La CQ                               | Nominada  | [ 29 ] [ 30 ] |
| 2019 | Premios TVyNovelas        | Mejor actriz juvenil | Like                                | Nominada  | [ 31 ]        |
| 2019 | Premios ERES              | Mejor actriz         | Like                                | Ganadora  | [ 32 ] [ 33 ] |
| 2020 | Premios TVyNovelas        | Estrella Influencer  | Ella misma                          | Nominada  | [ 34 ]        |
| 2020 | Premios TVyNovelas        | La más Guapa         | Juntos el corazón nunca se equivoca | Ganadora  | [ 34 ]        |